# 高桥乡 (西安市)
高桥乡是中国陕西省西安市长安区下辖的一个乡。

## 行政区划
高桥乡下辖以下行政区：
曹坊村、严大村、严小村、五磨坊村、韩麻村、韩南村、计家村、阴水坊村、马务村、庄摆樊村、南江渡村、西江渡村、曹家庄村、东马坊村、西马坊村、屯铺村